# Bermudes aux Jeux olympiques d'hiver de 2010
Cet article contient des informations sur la participation et les résultats des Bermudes aux Jeux olympiques d'hiver de 2010 à Vancouver au Canada. Les Bermudes étaient représentés par 1 athlète.

## Cérémonies d'ouverture et de clôture

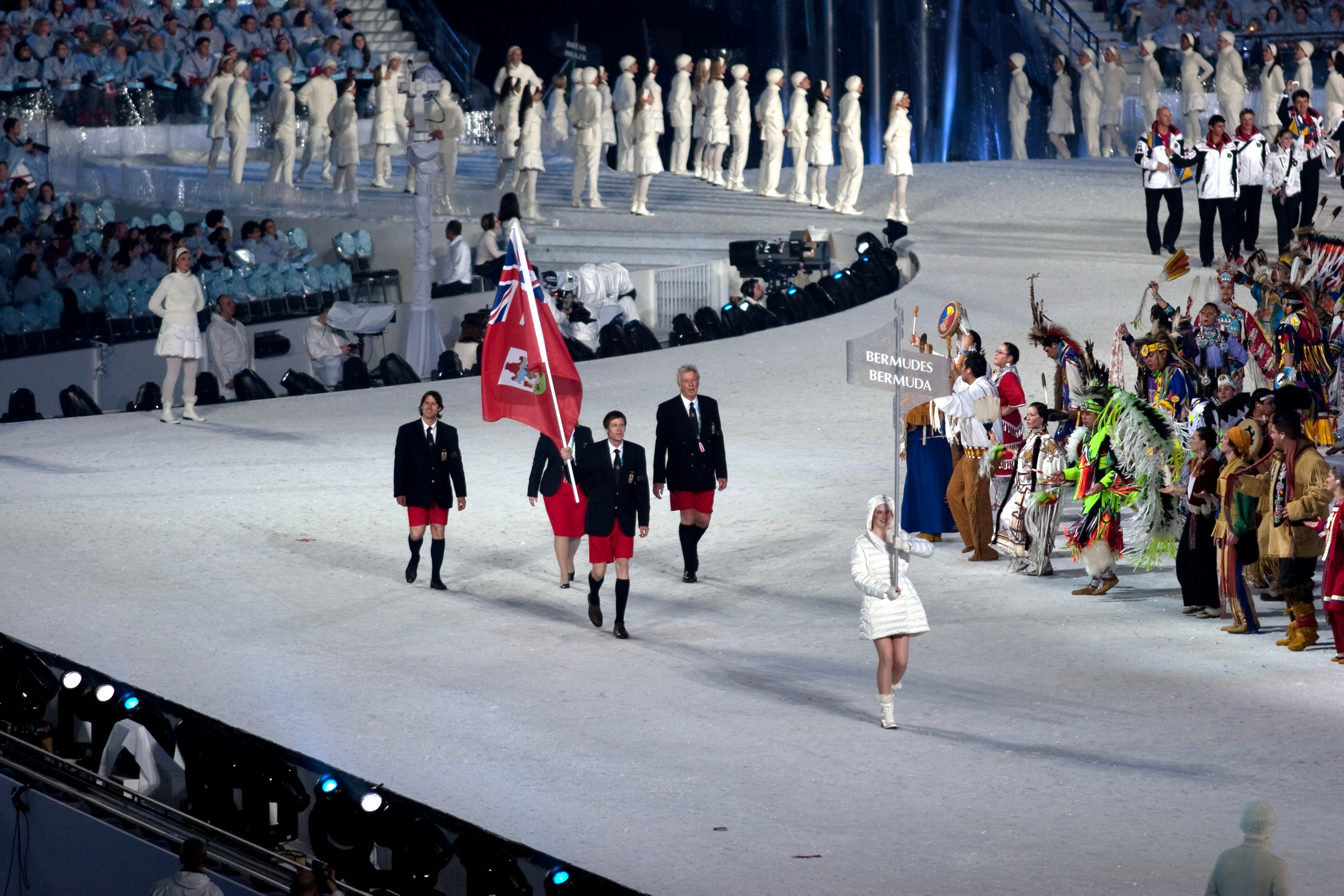
Entrée de la délégation bermudienne lors de la cérémonie d'ouverture.

Comme cela est de coutume, la Grèce, berceau des Jeux olympiques, ouvre le défilé des nations, tandis que le Canada, en tant que pays organisateur, ferme la marche. Les autres pays défilent par ordre alphabétique. Les Bermudes sont la douzième des 82 délégations à entrer dans le BC Place Stadium de Vancouver au cours du défilé des nations durant la cérémonie d'ouverture, après la Belgique et avant la Bosnie-Herzégovine. Cette cérémonie est dédiée au lugeur géorgien Nodar Kumaritashvili, mort la veille après une sortie de piste durant un entraînement. Le porte-drapeau du pays est le fondeur Tucker Murphy.
Lors de la cérémonie de clôture qui se déroule également au BC Place Stadium, les porte-drapeaux des différentes délégations entrent ensemble dans le stade olympique et forment un cercle autour du chaudron abritant la flamme olympique. Comme lors de la cérémonie d'ouverture, le drapeau bermudien est porté par Tucker Murphy.

## Ski de fond
- Tucker Murphy, 88e du 15 km libre.